# 爪哇黄杞
爪哇黄杞（学名：Engelhardtia aceriflora）为胡桃科黄杞属下的一个种。

## 扩展阅读
- 維基物種上的相關：爪哇黄杞